# Emilio de Gogorza
Emilio de Gogorza (Brooklyn, Nova York, 29 de maig, 1872 - 10 de maig de 1949) fou un baríton novaiorquès, de pares espanyols.

## Biografia
Al cap de dos mesos de néixer passà a Espanya amb els seus pares els quals eren d'aquesta nacionalitat. Segons un cens dels EUA de 1900, els seus pares havien nascut tots dos a l'illa de Cuba, llavors part d'Espanya.
Educat a Anglaterra i París (Ecole Monge), es dedicà al cant amb els professors Cleto Moderati i Emilio Aframonte a Nova York, Julia Sanchioli a Pau (França) i Emilie Bourgeois a París. El 1897 debutà en l'escena a Nova York amb Marcela Sembrich.
A banda d'algunes aparicions en escenaris anglesos i francesos, el seu terreny preferit fou els Estats Units, país que va recórrer en les seves principals ciutats cantant recitals, oratoris, etc. A més, 14 gires intercontinentals. El seu repertori contenia, cants espanyols, alemanys, francesos, italians, anglesos, etc.